# Liangguang

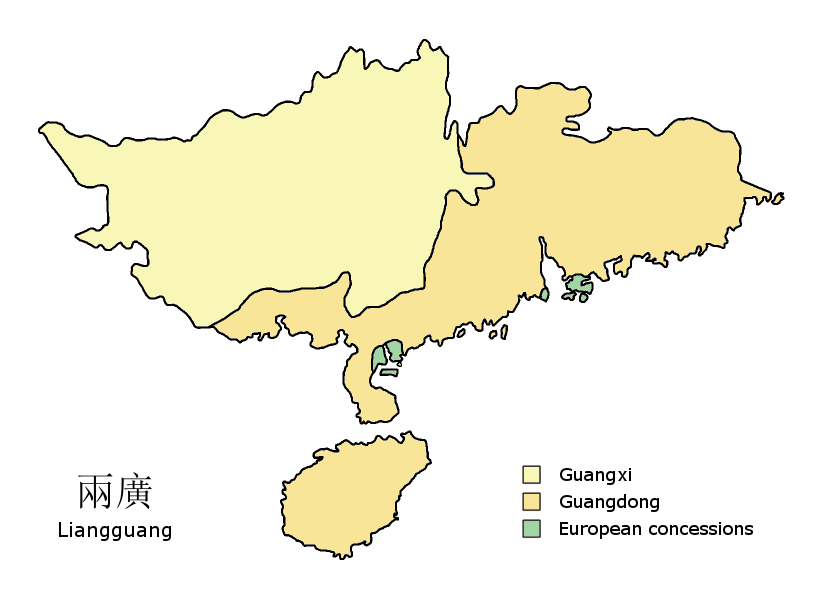
Liangguangs omfattning, c. 1900.

Liangguang , även kallat Liangkwang, var ett kinesiskt generalguvernement som omfattade provinserna Guangxi och Guangdong under Qingdynastin. Dess huvudstad var Kanton och generalguvernören (zongdu 總督) kallades ofta vicekung i västerländska källor.

## Källa
Den här artikeln är helt eller delvis baserad på material från Nordisk familjebok, Lian-kwang, 1904–1926.